# ريتشارد غرينبلات
ريتشارد غرينبلات هو كاتب مسرحي كندي، ولد في 1953.

## روابط خارجية
- ريتشارد غرينبلات على موقع IMDb (الإنجليزية)